# Comédiens ambulants
Pour plus de détails, voir Fiche technique et Distribution.
Comédiens ambulants est un film français documentaire de court métrage réalisé en 1945 par Jean Canolle, sorti en 1946.

## Sujet
L'historique du théâtre français des origines à nos jours.

## Fiche technique
- Réalisateur : Jean Canolle
- Scénario : Jean Canolle , Jean Mineur
- Photographie : Raymond Picon-Borel, Henri Alekan, Raymond Clunie
- Musique originale : Jacques Janin (Éditions musicales Salabert)
- Chanson Félicie aussi (1939) d'Albert Willemetz et Charles-Louis Pothier (paroles) et Casimir Oberfeld (musique), interprétée par Fernandel
- Producteur et supervision technique : Jean Mineur
- Directeur de production : Peter Cellier
- Pays :  France
- Format : Noir et blanc - 1,37:1 - 35 mm - Son mono
- Genre : Documentaire
- Durée : 20 minutes
- Métrage : 550 mètres
- Visa de censure N° 3854 du 13 mars 1946

## Interprétation
- Yves Deniaud : le présentateur
- Fernandel : lui-même, interprétant « Félicie aussi »
- Georges Milton
- Serge Darlon
- Andrex
- Louis Jouvet
- Gisèle Alcée